# 滝川一宗
滝川 一宗（たきがわ かずむね、寛永6年（1629年） - 延宝2年1月18日（1674年2月23日））は、江戸時代前期の岡山藩士。藩主池田光政の娘婿。岡山藩番頭滝川縫殿助宗次の長男。祖父は滝川出雲辰政。曽祖父は滝川左近将監一益。通称は儀太夫。別名に正次。
寛永6年（1629年）、大坂にて誕生した。
寛文2年（1662年）、藩主光政の娘六姫の再婚相手となり、毎年500俵を給される。
寛文6年（1666年）長男長太郎誕生。翌年長太郎死去。
寛文8年（1668年）次男竹三郎誕生。翌年竹三郎死去。
延宝元年（1673年）長女於吉誕生。相次いで子供を亡くしていたことから、百姓夫婦を養い親として4歳まで育てさせる。
延宝2年（1674年）1月18日、正次（一宗）は病から乱心し自害した（六姫による殺害とも）。享年46。
延宝4年（1676年）、娘の於吉は池田家に戻った六姫に引き取られ、鴨方藩主池田恒能の世子内匠頭政熙に嫁いだ。